# Motxilla

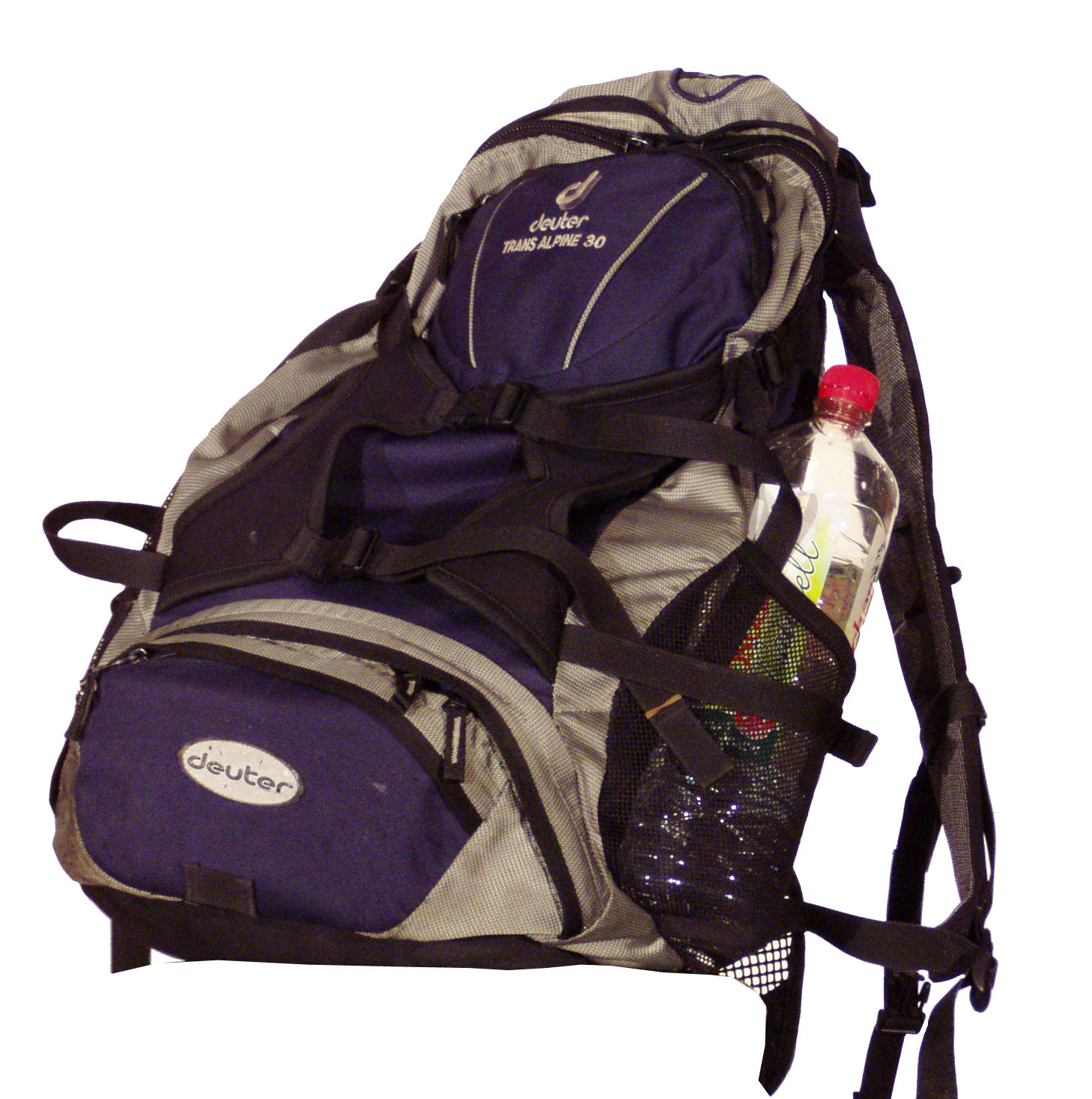
Motxilla

La motxilla o sarrona és un recipient en forma de sac o de bossa, generalment de tela, que hom porta a l'esquena, penjat per mitjà de dos tirants que passen per damunt les espatlles, i que serveix per a transportar aliments i estris necessaris; s'utilitza en la vida civil, en l'excursionisme, la caça, etc., i en la vida militar com a part integrant de l'equipament individual de campanya. La utilitat de la motxilla ve del fet que l'esquena es prefereix a la mà per a transportar objectes pesants durant molt de temps; aquest sistema, endemés, deixa les mans lliures.
Les motxilles de tipus clàssic (motxilla alpina), de definició muntanyenca i alhora militar, es caracteritzen pel fet que la boca es tapa amb una gran solapa frontal que tanca amb corretja i sivella; poden dur grans butxaques frontals o laterals o totes dues coses alhora. Aquestes característiques clàssiques també són comunes en força models actuals.

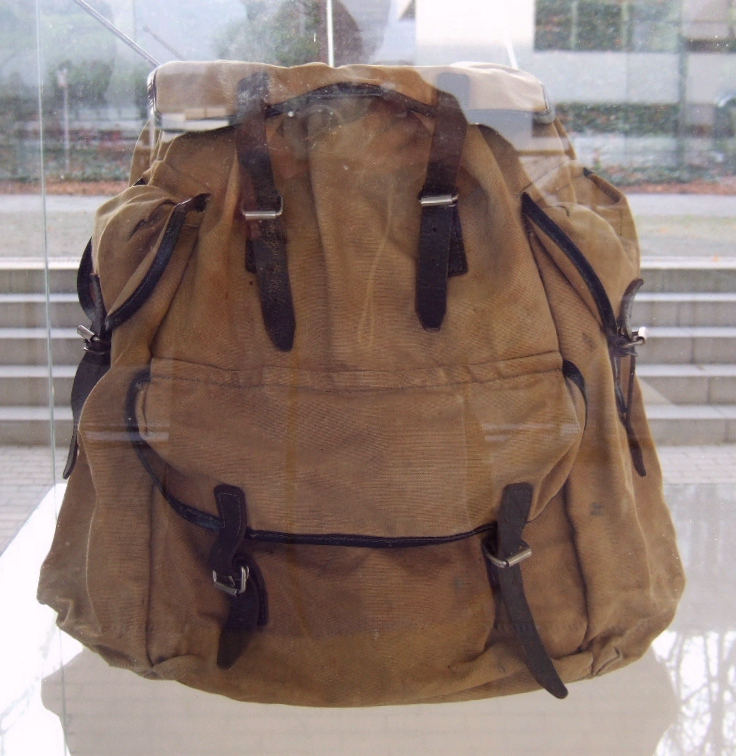
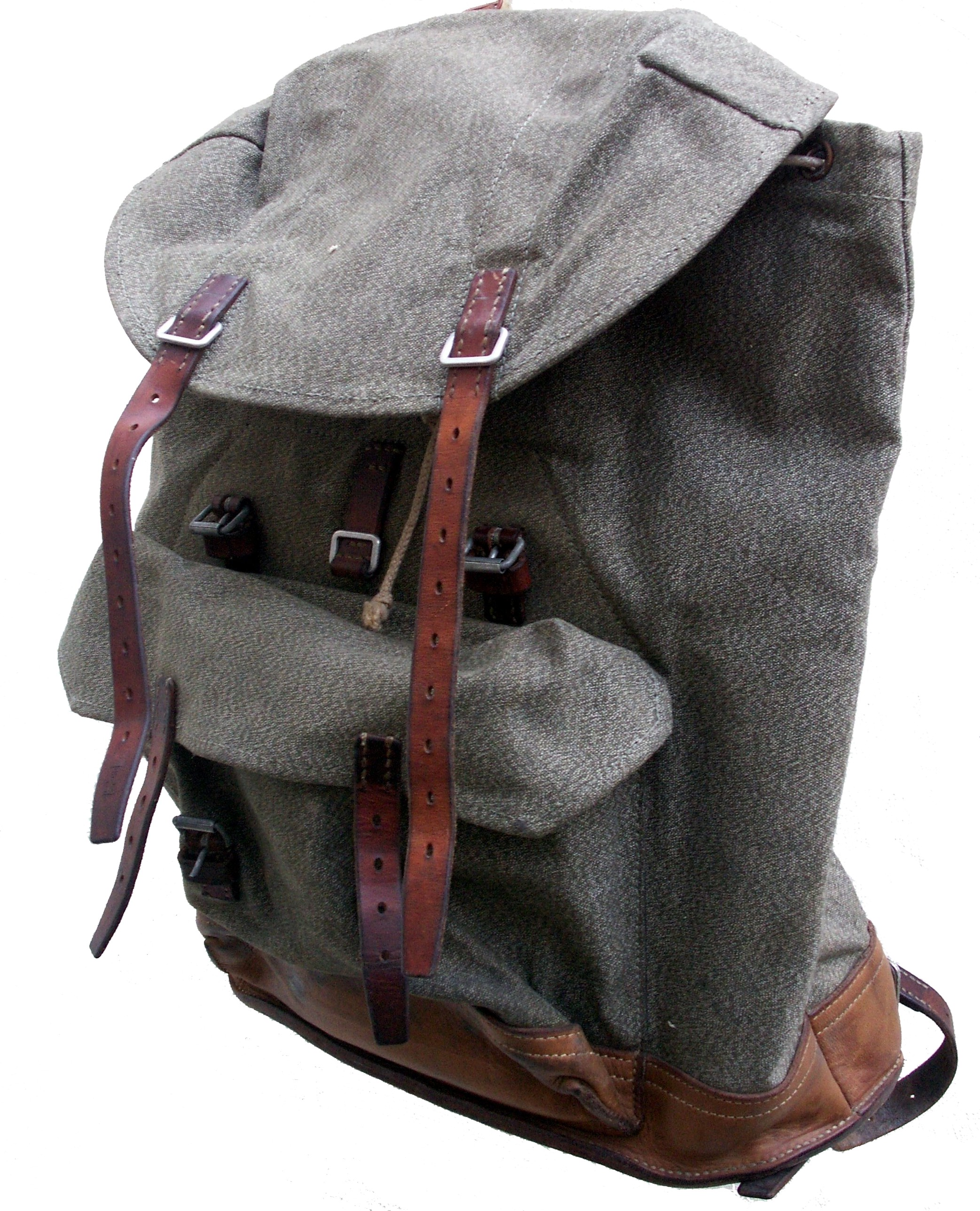

Dos exemples de motxilla clàssica, de tipus militaro-muntanyenc (motxilla alpina)

## Ús civil
La motxilla, d'origen militar, passà també a l'ús civil a partir del darrer quart del segle xix, sobretot en popularitzar-se l'excursionisme, i, en part, via el món dels caçadors (si bé aquests, tradicionalment, eren més afectes al sarró). En particular, des de la primeria del segle XX fins als anys 1980 la motxilla alpina fou la motxilla antonomàstica de l'excursionista.
Fins pels volts dels anys vuitanta la motxilla era un estri essencialment excursionista, absent del dia a dia. D'ençà de llavors, l'ús civil de la motxilla està en expansió. En les darreres dècades, per exemple, ha substituït la cartera infantil en el transport del material escolar. També s'ha incorporat, sovint, a l'equipament del turista, amb preferència a les maletes de viatge. En els desplaçaments diaris (per a feina, estudis, etc.) ha esdevingut habitual de dur motxilla (generalment petita) en comptes de cartera de mà. A voltes la motxilleta de ciutat pot ésser poc més que un saquet impermeable amb cordó elàstic i dos altres cordons en funció de tirants.

## Tipologia de la motxilla moderna
Les motxilles modernes es poden dividir en dos grans tipus: les de carcassa interna i les de carcassa externa. Endemés dels tirants tradicionals d'espatlla, les motxilles modernes solen dur la cintura incorporada, per tal de millorar l'equilibri. Poden tenir moltes butxaques, laterals i frontals, i el compartiment principal pot tenir diferents sub-compartiments verticals. Per a una major comoditat obren i tanquen amb cremallera, veta adherent, etc., més que no pel sistema tradicional de corretges i sivelles.

## Ús militar
En el món militar la motxilla, amb concrecions històriques diverses, ha format part integrant de l'equipament individual de campanya d'ençà el segle xvii almenys, sovint duta en combinació amb cingles, sarró, algun tipus de cantimplora, etc.
En l'ús militar hi ha hagut dos grans tipus de motxilla:
- la motxilla tradicional d'infanteria, rectangular i plana, generalment rígida i de cuir, amb aspecte de cartera de mà, però amb tirants en comptes de nansa. És aquesta la mena de motxilla que ha equipat el gruix dels exèrcits fins a mitjan segle xx.
- la motxilla alpina, que és la que respon a la definició clàssica (vegeu més amunt): per a moltes generacions, la primera imatge mental que suscita el mot motxilla és la d'una motxilla alpina. A desgrat del nom, aquest estil de motxilla és de creació noruega: fou patentat pel noruec Ole F. Bergan el 1909, amb gran succés internacional, tant entre els civils com entre multitud d'exèrcits. En aquests, la motxilla alpina acostumava d'ésser privativa de les tropes de muntanya i d'algun altre cos d'elit.[4]

Les motxilles militars actuals parteixen del disseny de la motxilla alpina, però en versió molt sofisticada, i confeccionades amb nous materials.
La motxilla militar es pot col·locar per damunt de les cingles. Emperò, el fet més habitual en els models militars és que manquin de tirants incorporats, i que en facin la funció les cingles de l'equipament, a les quals es fixa la motxilla mitjançant un joc de ganxos i anelles, o bé per algun sistema de corretges i sivelles.
Del segle xix ençà si més no, és ús habitual dels exèrcits que la motxilla només s'usi per a marxes i desplaçaments, però que es deixi a la rereguarda per a combatre. Llavors, el soldat transporta el mínim indispensable tot aprofitant el sarró, o alguna mena de bossa petita usada com a motxilla (és el que es coneix com a bossa d'assalt), o mitjançant algun altre expedient més o menys complicat, com el paquet d'assalt (Sturmgepäck) del Tercer Reich, per exemple.
Els elements duts a la motxilla militar, sigui desats a l'interior o bé penjant a l'exterior (amb cordes travades per passadors incorporats a la superfície de la motxilla), acostumen d'ésser: capot o, modernament, parca; flassada o sac de dormir; tenda de campanya o tenda-ponxo; un altre joc d'uniforme; recanvi de roba interior; calçat de descans; a voltes, roba civil; articles d'higiene personal (si no van al sarró); estris de neteja de l'arma; munició suplementària; carmanyola, coberts i estris per a cuinar (si no es duen al sarró); cantimplora (quan no es duu penjant al cinyell o al sarró); pala per a cavar trinxeres (quan no es penja al cinyell); etc., etc. Les provisions acostumen de dur-se a part, al sarró.